# Асфоделус белый
Асфоделус белый (лат. Asphodelus albus) — вид растений семейства  Ксанторреевые (Xanthorrhoeaceae).
Растение достигает в высоту от 30 до 120 см. Стебель поддерживается мясистым, утолщённым корнем. Корневища и клубни ядовиты. Листья, выходящие из основания стебля, имеют желобчатую форму, серого цвета (покрыты воском), около 20-22 мм шириной и 50-70 см длиной. Белые цветы гермафродитные воронкообразные, диаметром 4 см с шестью удлиненными лепестками. Цветёт с апреля по июнь. Плоды - яйцевидные жёлто-зелёные капсулы, как правило, 8-10 мм длиной, расположены на коротких черешках.
Вид обычно произрастает на лугах и пустырях в центральной Испании, в Гибралтаре, на юго-западе Франции, в южных Альпах и в западной части Балканского полуострова. Встречается на высоте до 2200 метров над уровнем моря. Вид также произрастает на африканском континенте, в основном, на территории Ливии, преимущественно на почвах с высоким содержанием извести.
В культуре используется с 1596 года как декоративное растение.